# Tubal-Caín
|  | No s'ha de confondre amb Tubal. |

En la Bíblia, Tubal (en hebreu תּוּבַל בן-לֶמֶך Tuval ben Lemech) va ser qui va matar Caín, el primer fill dels primers humans: Adam i Eva. Per això és sovint conegut com a Tubal-Caín.

## Família
Segons el llibre del Gènesi, capítol quart,［Gen 4:17-22］ Tubal era fill de Lèmec i la seva segona dona Sil·là. La seva germana es deia Naamà i tenia com a germanastres a Jabal (el primer home que conduïa ramats de bestiar) i Jubal (el primer que va tocar el fabiol i la cítara), fills del seu pare amb la seva primera esposa, Adà. Tots plegats eren descendents de Caín, el primogènit d'Adam.
Tubal era conegut per ser forjador d'estris de coure i ferro.

## Assassinat de Caín
Segons la Bíblia, un avantpassat de Tubal anomenat Caín va ser maleït pel Déu Jahvè per haver matat el seu germà Abel.［Gen 4:1-16］ Jahvè el va condemnar a fugir del país dels seus pares Adam i Eva i a vagar errant sense que trobés cap terreny que li donés fruits per subsistir. Déu, a més, va posar-li una marca a Caín per advertir que qui el matés ho pagaria amb un càstig set vegades més penós.
El judaisme apòcrif explica com Tubal -molts anys després de l'assassinat d'Abel- estava cuidant els ramats del seu pare Lèmec. Desconfiat, Tubal va explicar-li al seu pare que estava angoixat perquè creia que algú els voldria robar animals. L'ancià Lèmec estava gairebé cec però va agafar unes fletxes i una fona i pedres i va acompanyar el seu fill Tubal al camp a cuidar dels ramats.
Aleshores, el seu avantpassat Caín va arribar a visitar-los i les esposes de Lèmec van dir-li que els homes eren al camp, amb els ramats. Quan Caín s'acostava a la zona, Tubal i Lèmec van veure una silueta que s'acostava i van témer que fos una bèstia o un lladre de bestiar. Aleshores, Tubal i Lèmec van disparar les seves armes i aquell cos va caure a l'instant a terra. Tot seguit, pare i fill van aproximar-se al cadàver de l'animal però van observar incrèduls que havien matat el seu avantpassat Caín.
Fou llavors quan Lèmec -enfurismat- va assassinar a cops el seu fill Tubal. Però aleshores, la maledicció de Jahvè va caure sobre Lèmec; la terra va esberlar-se i va engolir el seu pare Metuixael, el seu avi Mehuiael i el seu besavi Irad.